# Comté de Northampton (Caroline du Nord)
Pour les articles homonymes, voir Comté de Northampton.
Le comté de Northampton est un comté situé dans l'État de Caroline du Nord aux États-Unis. Son siège est la ville de Jackson.

## Démographie
| 1790  | 1800   | 1810   | 1820   | 1830   | 1840   |
| ----- | ------ | ------ | ------ | ------ | ------ |
| 9 992 | 12 353 | 13 082 | 13 242 | 13 391 | 13 369 |

| 1850   | 1860   | 1870   | 1880   | 1890   | 1900   |
| ------ | ------ | ------ | ------ | ------ | ------ |
| 13 335 | 13 372 | 14 749 | 20 032 | 21 242 | 21 150 |

| 1910   | 1920   | 1930   | 1940   | 1950   | 1960   |
| ------ | ------ | ------ | ------ | ------ | ------ |
| 22 323 | 23 184 | 27 161 | 28 299 | 28 432 | 26 811 |

| 1970   | 1980   | 1990   | 2000   | 2010   | - |
| ------ | ------ | ------ | ------ | ------ | - |
| 24 009 | 22 584 | 20 798 | 22 086 | 22 099 | - |